# Садовое (Арбузинский район)
Садовое (укр. Садове) — село в Арбузинском районе Николаевской области Украины.
Основано в 1770 году. Население по переписи 2001 года составляло 685 человек. Почтовый индекс — 55312. Телефонный код — 5132.

## Местный совет
55312, Николаевская обл., Арбузинский р-н, с. Садовое, ул. Ленина, 48, тел. 9-41-38; 9-41-45